# San Antonio de Senkata
San Antonio (auch: San Antonio de Senkata) ist eine Ortschaft im Departamento La Paz im südamerikanischen Anden-Staat Bolivien.

## Lage im Nahraum
San Antonio ist der zentrale Ort im Kanton San Antonio de Senkata und liegt im Municipio Calamarca in der Provinz Aroma auf einer Höhe von 3945 m. Nördlich und südlich von San Antonio erstreckt sich die weite Ebene des bolivianischen Hochlandes, zehn Kilometer östlich der Ortschaft erheben sich die ersten Querriegel des Höhenzuges der Serranía de Sicasica.

## Geographie
San Antonio liegt auf dem bolivianischen Altiplano zwischen den Anden-Gebirgsketten der Cordillera Occidental im Westen und der Cordillera Central im Osten.
Die mittlere Durchschnittstemperatur der Region liegt bei 9 bis 10 °C, der Jahresniederschlag beträgt etwa 600 mm (siehe Klimadiagramm El Alto). Die Region weist ein ausgeprägtes Tageszeitenklima auf, die Monatsdurchschnittstemperaturen schwanken nur unwesentlich zwischen 7 °C im Juli und 11 °C im Dezember. Die Monatsniederschläge liegen zwischen unter 10 mm in den Monaten Juni und Juli und nahe 100 mm von Dezember bis Februar.

## Verkehrsnetz
San Antonio liegt 45 Straßenkilometer südlich von La Paz, der Hauptstadt des Departamentos.
Von La Paz aus führt die Nationalstraße Ruta 2 in westlicher Richtung nach El Alto, von dort die Ruta 1 weitere 32 Kilometer nach Süden bis San Antonio und weiter über Calamarca und Patacamaya nach Oruro. In San Antonio zweigt eine unbefestigte Nebenstraße in südwestlicher Richtung ab, die zu den Ortschaften Ichuraya Grande und Uncallamaya führt.

## Bevölkerung
Die Einwohnerzahl der Ortschaft ist in den vergangenen zwei Jahrzehnten um mehr als zwei Drittel angestiegen:
| Jahr | Einwohner | Quelle       |
| ---- | --------- | ------------ |
| 1992 | 807       | Volkszählung |
| 2001 | 1031      | Volkszählung |
| 2012 | 1339      | Volkszählung |
| 2024 |           | Volkszählung |

Die Region weist einen hohen Anteil an Aymara-Bevölkerung auf, im Municipio Calamarca sprechen 95,7 Prozent der Bevölkerung Aymara.